# BZB Nr. 1 bis 4 (Triebwagen)
Die Triebwagen 1 bis 4 der Bayerischen Zugspitzbahn (BZB) waren meterspurige Elektrotriebwagen für den reinen Zahnradbetrieb, die von einem Konsortium aus MAN, AEG und der Schweizerischen Lokomotiv- und Maschinenfabrik geliefert wurden.

## Geschichte
In den 1950er-Jahren kam die erste Triebwagengeneration zur Bayerischen Zugspitzbahn. Der erste Triebwagen wurde 1952 bei einem Konsortium aus MAN, AEG und der Schweizerischen Lokomotiv- und Maschinenfabrik bestellt. Der erste Triebwagen wurde im Frühjahr 1954 mit der Fabriknummern 140974 ausgeliefert und ging am 1. Oktober 1954 in Betrieb.
Im Frühjahr 1955 bestellt die BZB einen zweiten Triebwagen, der im Sommer 1956 mit der Fabriknummer 141470 in Betrieb genommen wurde. Im Sommer 1958 wurden schließlich die Triebwagen 3 (Fabriknummer 143474, Baujahr 1958) und Triebwagen 4 (Fabriknummer 143475, Baujahr 1958) geliefert. Intern bekamen die Triebwagen die Betriebsnummern 1 bis 4.
Durch die Triebwagen konnte die Fahrzeit auf der Zahnradstrecke gegenüber den mit Zahnradlokomotiven bespannten Zügen reduziert werden. Die Triebwagen verdrängten die Berglokomotiven immer mehr aus dem Personenverkehr. Die Berglokomotiven konnten jedoch erst mit Inbetriebnahme der Triebwagen 5 und 6 vollständig aus dem Regel-Personenverkehr abgelöst werden. Die sechs Triebwagen trugen in den folgenden Jahren die Hauptlast der Verkehrs. So hat der Triebwagen Nr. 1 im Oktober 2004 in seinen bis dahin 50 Betriebsjahren rund 50.000 Mal die Zahnradstrecke befahren, dabei etwa 2 Millionen Fahrgäste befördert und 966.000 km zurückgelegt.
Mit Inbetriebnahme der Doppeltriebwagen 12 bis 16 wurden die Triebwagen 1, 3 und 4 außer Betrieb genommen. Der 2000 mit großem Aufwand hauptuntersuchte Triebwagen 2 wurde noch bis Ende 2018 im innerbetrieblichen Verkehr eingesetzt. Triebwagen Nr. 1 wurde im Jahr 2015 verschrottet.
Der Triebwagen Nr. 3 sowie der Beiwagen Nummer 3 wurden am 27. Februar 2007 auf das Gelände des ehemaligen Gleisbauhofs in Nürnberg transportiert und dort vorerst auf einem eigens errichteten Gleisabschnitt aufgestellt. Der Zug sollte ab 2008 im Tiergarten Nürnberg auf den Hügel der Gaststätte fahren. Nachdem das Projekt nicht weiter verfolgt wurde, gelangte der Zug an den Außenstandort des Verkehrsmuseums Nürnberg im ehemaligen Bahnbetriebswerk Lichtenfels.
Triebwagen 4 wurde an eine Privatperson verkauft und steht in Polling (Lage) südlich von Weilheim in Oberbayern.

## Technik
Die vierachsigen Triebwagen mit einer Leistung von viermal 114 Kilowatt waren auf dem Zahnstangenabschnitt deutlich schneller als die Zahnradlokomotiven. Unterhalb von Eibsee fuhren sie mit 23 km/h berg- und 20 km/h talwärts, oberhalb Eibsee 20 km/h berg- und 15 km/h talwärts. Die Antriebsmotoren sind in den Drehgestellen in Längsrichtung angeordnet und treiben die vier Triebzahnräder über Kegel- und Stirnradgetriebe an. Die Laufräder laufen dabei auf den Triebzahnradwellen lose mit. Gesteuert werden die Triebwagen durch ein handbetätigtes Nockenschaltwerk. Ebenfalls handbetätigt sind die Einstiegstüren. Der Zugang zum Fahrgastraum erfolgt über die beiden Führerstände. Die Bremsausrüstung der Triebwagen besteht aus einer Widerstandsbremse als Betriebsbremse, einer auf alle vier Getriebe wirkende Getriebebremse und einer auf alle vier Triebzahnräder wirkende Klinkenbremse.
Die Triebwagen sind in der Lage, eine Vorstelllast von 13,5 Tonnen mitzuführen. Wie bei den Berglokomotiven wurde bei Bergfahrten im Vorstellwagen ein Zugbegleiter benötigt, der dem Triebfahrzeugführer im Triebwagen Anweisungen erteilt.
Der Triebwagen 2 wurde 2000 einer umfassenden Modernisierung unterzogen. Dabei wurde im Rahmen einer Hauptuntersuchung das komplette Fahrzeug aufgearbeitet und von Stadler folgende Umbauarbeiten an der Antriebsausrüstung und der Fahrzeugsteuerung ausgeführt:
- Umbau des handbetätigten Nockenschaltwerks auf eine Schützensteuerung
- Umbau der Bremsen auf fernbedienbare Federspeicherbremsen
- Umbau der mechanischen Klinkenbremse in eine Federspeicher-Zahnradbremse
- Einbau einer Fernsteuerung zum Steuerwagenbetrieb und eines Leittechnik- und Diagnossesystems mit Zugbus CAN und eines Geschwindigkeitsmess- und Überwachungssystems
- Einbau von fernbedienbaren Türen

Auf eine Umrüstung der Triebwagen 1, 3, 4 und der Vorstellwagen zu Steuerwagen wurde verzichtet.